# Іслам в Україні
Іслам в Україні — друга за чисельністю вірян релігія після християнства.
Поява мусульман на українських землях, насамперед на південних — це процес, зумовлений розміщенням України на порубіжжі двох великих цивілізацій — християнської та мусульманської. Тому саме вже географічне положення України наперед визначало активну її взаємодію з мусульманськими країнами та народами.
Іслам у межах сучасної України відіграв значну етноформувальну роль у житті деяких народів, які сформувалися на українських землях. У XIX—XX ст. він став фактором етнічного самозбереження татар (волзьких татар).
Іслам в Україні не має якоїсь особливої специфіки, він не привів тут до появи нових течій, напрямів, груп тощо. Мусульмани на теренах України завжди сповідували сунізм, хоча тут і мешкали окремі суфії. Джадидизм, біля витоків якого в Криму стояв Ісмаїл Гаспринський, був не релігійною течією, а культурно-гуманістичним явищем.
На сьогодні більшість мусульман України є суннітами та суфіями (Аль-Ахбаш), невелика частина є шиїтами, салафітами.

## Національність мусульман України
Більша частина мусульман в Україні — це кримські татари, що є корінним народом Криму. Також серед корінних мусульманських народів України - татари-липки, буджацькі татари. Ці обидві етнічні групи є невеликими і значною мірою асимільованими. 
Інші народи — це азербайджанці, турки, татари, араби, казахи, чеченці, узбеки, пуштуни.
Серед мусульман України є значна і зростаюча кількість корінних українців, які сповідують іслам.

## Історичні передумови і проникнення ісламу
Проникнення ісламу в Україну почалося ще у часи правління Праведного халіфа Умар ібн аль-Хаттаб (634—644 рр.). Про існування інтенсивних торговельних зв'язків між українцями-русинами і арабами та іншими мусульманськими народами свідчать середньовічні арабські автори Аль-Масуді, Ібрагім Ібн-Якуб.
У 643 році арабський полководець халіф Умар Сурак ібн-Амр увійшов на територію сучасного Дагестану, де арабські війська зупинилися близько укріпленого міста Дербент, уклавши договір з його правителем Шахрияром, згідно з яким він має охороняти кордони від військ Хозарського каганату Арабо-хазарські війни другої половини VII — початку VIII сторіччя сприяли розповсюдженню ісламу, як у прикордонних областях, так і в центральних районах країни.
Перші відомості про мусульманський світ, про мусульман, перші знання про іслам пращури сучасних українців здобули під час торговельних операцій, мандрівок та військових походів. Русичі мандрували до Ітиля найчастіше через Десну, Сейм та Оскол. Так виникав прямий контакт із країною, яка зазнавала величезного впливу арабо-мусульманської культури. Ознайомленню Київської Русі з ісламом також сприяли і військові походи русичів на Схід, де вони вступали в контакти з представниками мусульманських країн. Це, наприклад, похід київського князя Володимира на булгар у 985 році де іслам було проголошено державною релігією у 922 році.
Далі слід зазначити, що завдяки віротерпимій політиці імперії Чингізидів після монгольської навали іслам продовжив своє існування і розвиток у Поволжі, Хорезмі та Причорномор'ї. Поступово іслам став домінувати на цих територіях, а згодом його стали приймати впливові владноможці та керівники (наприклад, хан Узбек прийняв іслам в 1313 році) чий вибір був обумовлений прагненням незалежності від Монгольської імперії.
У північно-східному Причорномор'ї процес розповсюдження ісламської релігійно-філософської і політичної систем, в результаті якого народи, що прийняли іслам, долучилися до ісламського суперетносу, активно відбувалися в період з VII до XV сторіччя. У домонгольський період (VII—XIII ст.) іслам у Причорномор'ї розповсюджувався в основному шляхом поступової ісламізації різних тюркських племен і народів, переважно належних до кипчакської групи тюркських мов. Головну роль у розповсюдженні ісламського вчення на просторах Половецького степу грали «периферійні» філософсько-культурні центри — Дербент і Волзька Булгарія, а також середньоазійські міста Хорасана і Мавераннахра. Арабські міста центра ісламської цивілізації (в тому числі навіть такі філософсько-культурні центри, як Багдад, Дамаск і Каїр) на цей процес вплинули значно менше.

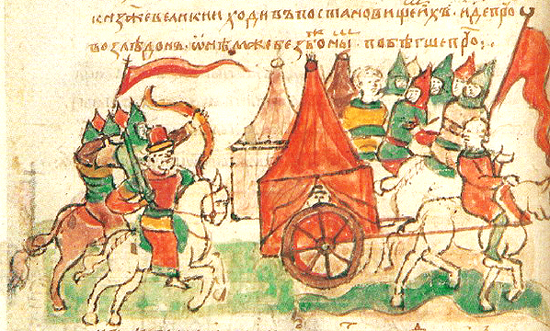
Битва русів з половцями. Половці мали пересувні юрти.

Своєрідна кульмінація ознайомлювального періоду — «вибір вір» Великим князем Київським Володимиром Великим (X ст.), внаслідок якого Русь стала християнською, а шлях Ісламові на її землі було перекрито на століття.
Першими мусульманами на території Київської Русі були представники народів, що кочували від Приазов'я до Дону. Середньовічні літописи недвозначно повідомляють, що предки сучасних балкарців та інших кавказьких народів — алани вже на початку 8 ст. прийняли іслам. Саме їхні поховання, здійснені за мусульманським обрядом, знаходять сучасні археологи на південному сході України. Точні свідчення про постійне перебування мусульман у Київській Русі відносяться до XI ст., коли на службі у київського князя була кіннота з мусульман-печенігів. Відомо, що основ ісламу їх навчив араб з Андалузії Абу Хамід аль-Гарваті.
Другий період визначається як військово-колонізаційний. Йдеться про осідання на постійному місці народів, що сповідують іслам, а також колонізаційну політику Османської імперії в Північному Причорномор'ї й Подністров'ї. Під цим розуміється закріплення в Криму частини татарської Орди. Кримський півострів став основним ареалом поширення ісламу на землях, що ввійшли нині до складу незалежної України. Саме тут зародилася і зміцніла унікальна мусульманська цивілізація. У Криму іслам став державною релігією Кримського ханства, що зберігало свою повну або часткову незалежність понад 300 років.
1226 року до Судака прийшла ескадра з сельджуцьким султаном Ала-Ед-Діна-Кей-Кубада на чолі. На захист міста виступив 10-тисячний загін половців й зазнав поразки. Сельджуки захопили Судак. Метою сельджуків було взяти під свій контроль стратегічний торговий шлях між Східною Європою і країнами Сходу.
Саме на землях Криму в період з 13 по 16 ст. відбувалося формування кримських татар як окремого етносу зі своєю релігією — ісламом. Кримський півострів тривалий час був основним південним шляхом, яким населення Подніпров'я отримувало відомості про іслам та мусульман. Іслам прийшов сюди разом з новими тюркомовними народами і приніс з собою тим іншу культуру.
У Криму поширився сунізм ханафітського мазхабу. Ханафітами були хани Золотої Орди, саме ця правова школа ісламу була державною релігією Османської імперії.
Літописи повідомляють про поселення в Україні, коли вона була в складі Великого князівства Литовського, значного числа мусульман з Криму, приведених звідти за військовим правом князем Вітовтом. Перша мечеть, що достовірно існувала в Україні, була зведена у місті Острозі на веління князя Костянтина Острозького (16 ст.) для мусульман, що перебували в нього на службі.

## Період Кримського ханства

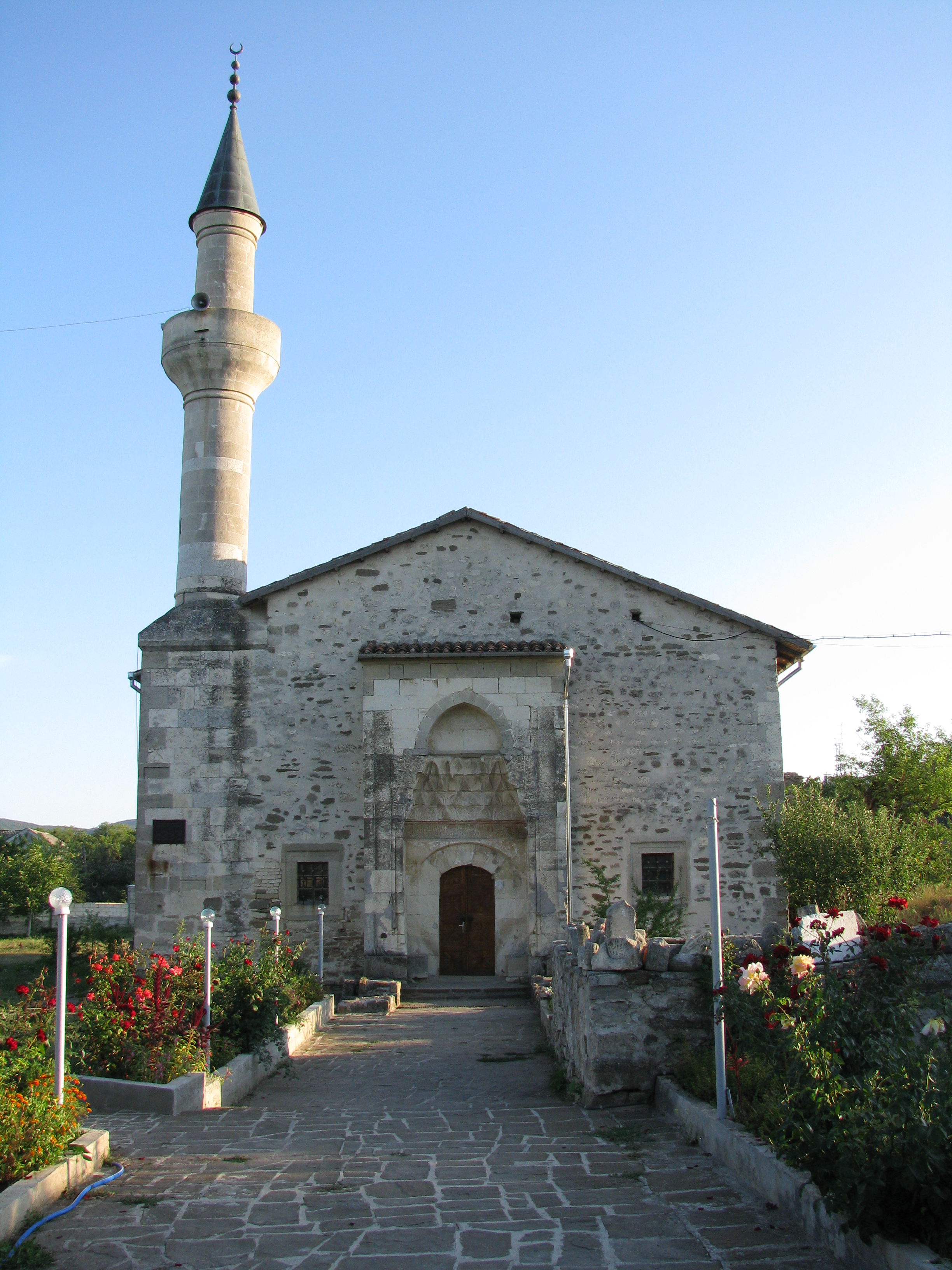
Старий Крим, Мечеть хана Узбека, початок 14 ст.

Найяскравіші сторінки історії ісламу на землях України пов'язані з Кримом. Саме Крим став головним ареалом поширення ісламу на землях, що входять до складу нинішньої України. Саме тут започаткувалася й зміцніла унікальна мусульманська цивілізація, найпівнічніша з усіх після зруйнування Московією Казанського ханату 1552 р. Саме тут іслам перетворився на державну релігію Кримського ханства, який зберігав свою повну або обмежену незалежність протягом більше як 300 років.
Іслам практично з перших років свого побутування на Кримському півострові справив надзвичайно глибокий вплив на формування кримськотатарського народу — одного з народів України. Адже на землях Криму в період з XIII по XVI ст. відбулося формування кримських татар як окремого етносу зі своєю релігією — ісламом. Водночас Крим на довгий час залишався головним каналом, по якому населення Подніпров'я дізнавалося про іслам та мусульман.
Історично підтверджувана поява ісламу в Криму пов'язана з приходом сюди татаро-монгольського війська в 1223 р., коли тут був утворений улус (область, намісництво) Золотої Орди. Саме кочові тюркські етноси прийняли дещо пізніше іслам. Поява тюрків на півострові історично йшла двома шляхами: спершу із суходолу — кочівники та з моря — турки-сельджуки. Ще за довго до приходу в Крим, перебуваючи в кочовому стані, степовики дотримувалися шаманізму. Втім, стикаючись із мусульманським світом, татаро-монгольські хани побачили в ісламі привабливу для себе релігію, могутній духовний засіб для консолідації народу і побудови на основах шаріату систему політичної влади.
Одним із перших поборників ісламу став молодший брат хана Батия — золотоординський хан Берке (1209—1266). Прийнявши іслам особисто, він почав активно запроваджувати його в кримському улусі, всіляко сприяючи наверненню у нову віру населення півострова. Цей процес особливо посилився з того моменту, коли Берке віддав у частку османському султану фортецю Судак і османи почали освоювати південне узбережжя.
Однак остаточна перемога ісламу в Криму пов'язана з ім'ям хана Узбека (1313—1342), який офіційно запровадив іслам як державну релігію на півострові і зробив адміністративним центром нового улусу Золотої орди місто Крим (нині Старий Крим). Сам він деякий час жив у Криму, являючи підданим взірець дотримання догматів ісламу. Завершив процес ісламізації населення Криму легендарний Тамерлан (1336—1405), скинувши золотоординського хана Тохтамиша. Після завершення золотоординського періоду своєї історії Кримський улус виділився в самостійне державне утворення, на основі якого й виникло незалежне ханство. З 1427 р. панівною стала династія ханів з роду Ґіреїв.
Важлива звістка про мусульман в Україні пов'язана з перебуванням на її теренах хана Золотої Орди Тохтамиша зі своїм двором. Він проживав у Києві і його передмісті в 1396—1399 рр., після невдалої спроби завоювати незалежність від Тамерлана. У 20-х роках 14 ст. у Києві протягом близько сорока років постійно перебувала група мусльман у складі загону ординців на чолі з баскаком. Про це повідомляє Новгородський літопис. Мусульманський загін залишив Київ після поразки від литовських військ Ольгерда в 1363 р. Боротьба українців і їхніх південних сусідів за реальні земні блага мала лише зовнішню форму релігійного зіткнення. Однак насправді релігійні питання і суперечки на наступному етапі історії (15-16 ст.) відігравали символічно-знакову роль. Завдання поширення ісламу серед українців у той період мусульманами практично не ставилися. Обабіч Великого Кордону йшла боротьба за виживання, за території, за владу над людьми.
У 1475 році почався новий період в історії ханства. У цьому році правителі Криму визнали владу Османської імперії, як халіфа — правителя усіх мусульман. Усі вищі духовні особи призначалися за участю представників халіфа і щодня його ім'я вихвалялося в кримських мечетях слідом за ім'ям Аллаха. Але, за законами Османської держави, династія Ґіреїв вважалася знатнішою, ніж династія самих Османів й мала посісти на троні, у разі усікновення Османів по чоловічій лінії. Впливовою силою в ханстві стали вищі духовні особи. Головним серед них був муфтій. Він вважався другою персоною після намісника султана і входив до складу Державної ради. Це представник духовенства став верховним тлумачем законів шаріату. В його руках було призначення і зміщення суддів (каді), що давало йому прерогативу майже необмеженого впливу на все суспільно-економічне життя населення. І якщо в Крим надсилалися цінні подарунки від зарубіжних правителів, то муфтій отримував їх на рівні з ханом. Самостійно міг він вести і листування з закордоном.
Відбулося зрощування світської державної та релігійної влади, що передбачається Шаріатом. Муфтієм (керівником) мусульман почали вважати хана. Духовні особи стали впливовою політичною силою в державі. Муфтій Криму входив до складу Державної ради імперії — Дивану. Далі місця на ієрархічних сходинках обіймали судді за шаріатом, мудариси (відповідальні за навчання в мусульманських школах — медресе), імами, шейхи (голови мусульманських братств), суфу (члени братств або пустельники). Вони піклувалися про просвіту кримчан у дусі ісламу, навчали дотримання його приписів, виховували правовірних мусульман і сумлінних підданих. Іслам став основою духовного життя кримсько-татарського народу. Практично в усіх значних поселеннях діяли мечеті, яких налічувалося не менше як 1,5 тисячі. Мусульмани Криму були послідовними сунітами, хоча подеколи з Північного Кавказу сюди заносили суфізм, а в Євпаторії (Кезлев) мешкали дервіші. Провідним авторитетом з питань мусульманського права, головою улемів (богословів) був шейх-уль-іслам, титул якого запроваджено в Османській імперії в 1424 р.

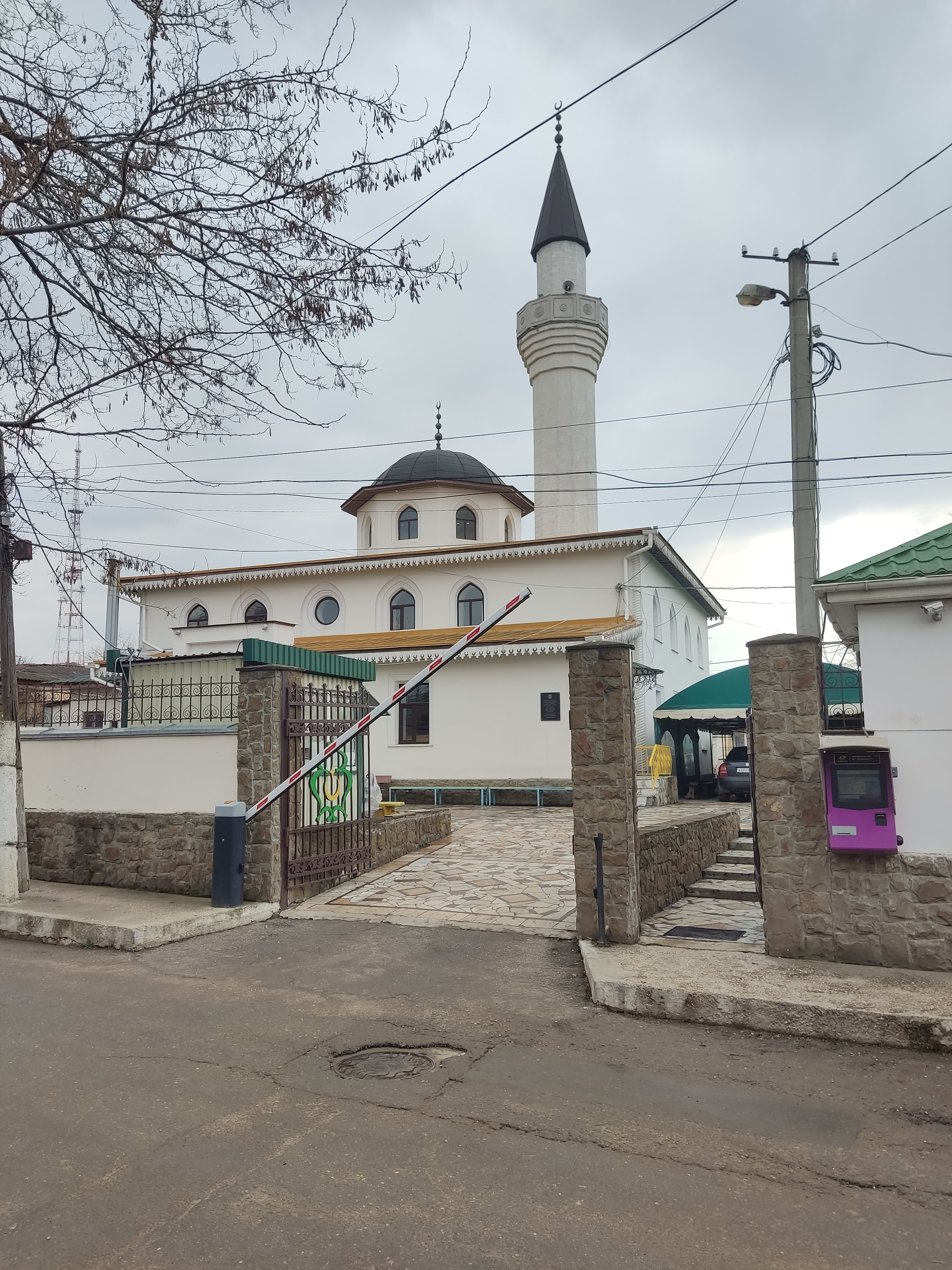
Кебір-Джамі у місті Сімферополь.

Весь час існування Кримського ханства у державі панувала атмосфера віротерпимості. На території держави вільно діяли православні, католицькі, грецькі, вірменські церкви та монастирі, єврейські синагоги та караїмські кенаси.

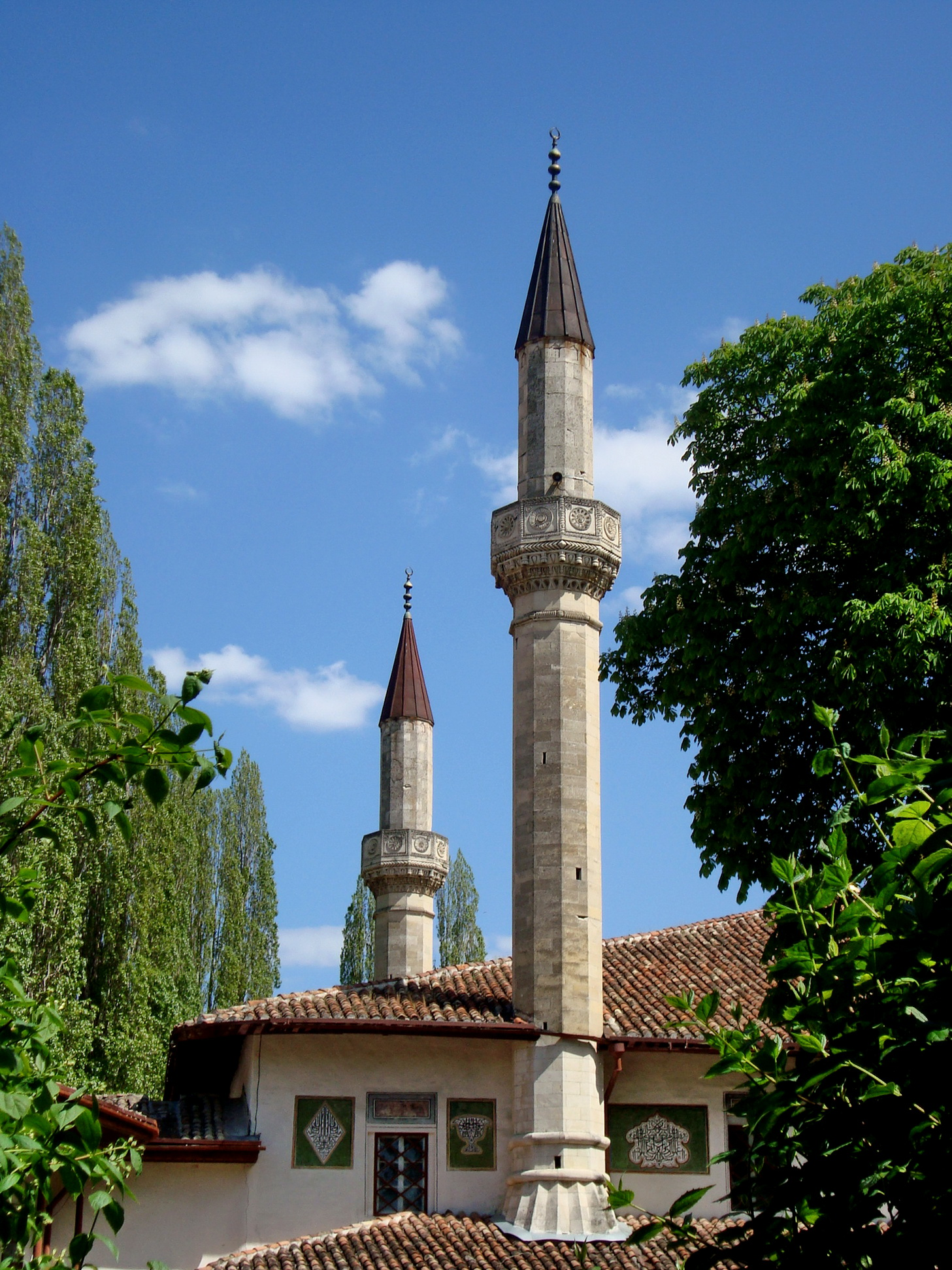
Велика ханська мечеть, Бахчисарай.

Під впливом ідей і норм ісламу сформувалася національна культура кримських татар, їх побутові традиції, мова, спосіб життя, система освіти й виховання дітей; розквітнула писемність, книжкова справа, музика, різьблення по каменю та дереву, орнаментальне мистецтво та особливо архітектура. Цінними пам'ятками мусульманської архітектури багате м. Ескі Кирим (Старий Крим) з мечетями Узбека та Бейбарса, Куршум-Джамі та Тахтали-Джамі, з медресе, караван-сараями та фонтанами. Чимало пам'яток мусульманської культури є в Бахчисараї — у колишньому адміністративному центрі ханату: палац, мечеті, багата в минулому збірка мусульманської літератури середньовіччя. Центрами мусульманської цивілізації Криму також були Карасубазар (Білогірськ), Кафа (Феодосія), Кезлев (Євпаторія) з його унікальною мечеттю Джума-Джамі (1552).
Розквітла ціла плеяда блискучих діячів мусульманської культури. До них насамперед належав хан Девлет I Ґерай, Ремаль-ходжа, Сеїд Мухаммед Риза та багато інших.
З давніх часів (імовірно, з доісламських) у Криму побутувала місцева традиція відвідування особливо шанованих місць. Хоча Коран і засуджує такі форми поклоніння, все-таки ця традиція збереглася в Криму протягом століть аж до трагічних для кримських татар днів травня 1944 р. Надто шанувалися такі поісламізовані святині: азіз (пам'ятний знак) Інкерманський у межах сучасного Севастополя, азиз Саглик-су поблизу цього міста; неподалік від Бахчисарая та Чуфут-Кале об'єктами поклоніння були тюрбе (мавзолей) Мелек-Гайдер та Ґазі-Мансур. Місцева традиція вшановує перших мусульман — сахаба — сподвижників пророка Мухаммеда, що приходили до Криму з місіонерською метою. Неподалік Сімферополя знаходиться Кирк-азиз, де у великій печері шанувалося поховання сорока шахидів-мучеників, котрі загинули за іслам. Паломництво також здійснювали до іншого азизу поблизу Акмесджіт (Сімферополя) — Салгир-баба, а також до нині безіменного азизу поблизу лиману Мойнаки в Євпаторії. Поблизу азизів звичайно оселялися шейхи, інколи й дервіші, які виконували обряди для паломників. Втім, офіційне вчення ісламу заперечує нашарування місцевих культів.
Крим як форпост мусульманської цивілізації відіграв помітну роль у поширенні ісламу серед ногайців на південно-українських землях. З ним пов'язані чи не всі найяскравіші сторінки історії ісламу на землях нинішньої України. Проте з Кримом також пов'язані століття кримської агресії проти України, та походів українських козаків на Крим.

## Мусульманські народи Причорномор'я й Україна в XVI—XVIII ст
З входженням земель Київської Русі до складу Великого князівства Литовського (XIV ст.), а згодом до Речі Посполитої східний канал одержання відомостей про іслам практично втратив своє значення. Визначальним став південний напрям. Однак, на жаль, подальші контакти українців з мусульманами відбувалися в епоху гострих воєнних конфліктів. На довгий час доля ісламу на південноукраїнських землях стала цілком залежати від політичних відносин і наслідків воєнних дій поміж Кримським ханством, гетьманською Україною, Російською імперією та Османською імперією.
Відносини України з південними сусідами, що сповідували іслам, мають давню історію, сповнену як світлих, так і драматичних сторінок. Вони доносять до нас відблиски майже трьохсотрічної кривавої трагедії — нападів кримських татар і ногайців на землі України й визвольні походи та походи за здобиччю українського козацтва на землі Кримського ханату.
Однак ці війни не носили суто релігійного характеру, адже вони велися не заради навернення супротивника до своєї віри. Насамперед це прояв боротьби між двома різними цивілізаціями, що не було дивиною у середньовічному світі.
Становище змінюється з початком османського періоду Кримського ханату. Клерикалізація цієї держави надала яскравого релігійного забарвлення всім військово-політнчним діям ханату. Кримська влада бере на озброєння ідею розподілу географічних територій на «дар уль-іслам» (стан, світ ісламу) та «дар уль-харб» (стан невірних, явурів). Виправдання експансії на землі українців почали відшуковувати не у сфері економічних інтересів, а в релігійних міркуваннях. При цьому у «невірних» не вбачали тоді тих, кого необхідно навернути до ісламу. Поняття «явур» слугувало своєрідною позначкою, відмінністю, символом чужого, не свого, того, кого припустимо перетворити на невільника.
Кримські татари не висували перед собою іншої мети, окрім військово-економічної. Вони не прагнули культурно або релігійно закріпитися деінде на північ від місць свого помешкання, заснувати для українців якісь просвітницькі центри. Іслам залишився внутрішньою справою південних сусідів України, які практично, на ділі не прагнули до його впровадження тут. Засоби мирного навернення до ісламу в цьому регіоні не застосовувалися.
Складні історичні колізії призводили до того, що частина українців, котрі потрапляли в неволю, приймали іслам. Турецькі архівні джерела засвідчують масове осідання українців з числа полонених у Османській імперії. Вони, прийнявши іслам, отримували волю, ставали домоправителями, ковалями, конюхами, садівниками тощо. Частина невільників залишалася в Криму. З часом ці невільники ставали вільними (лише із забороною виїзду), заводили господарство. Жінка, яка народила дитину, також ставала вільною, прийнявши іслам. У літопису Самійла Величка згадується про кілька тисяч звільнених козаками колишніх невільників, котрі не схотіли разом з визволителями повернутися в Україну, змінили свою віру. Аж до початку XX ст. в Криму ще згадували про чотири великих поселення Ак-Чора (кримською мовою «білий раб»), в яких жили нащадки українських невільників, які повністю асимілювалися, прийнявши культуру, мову й релігію своїх господарів. Вживались у мусульманське середовище й ті заробітчани, котрі приходили сюди з України самостійно — «аргати» й «ренчпери». Стосовно поширеної у нас думки про яничарство, то служіння етнічних українців в яничарському корпусі є дуже маловірогідним, бо із слов'ян туди найохочіше добирали босняків. Вони й становили основу цього корпусу.
Приблизно з кінця XV ст. виникають осередки мусульманської цивілізації на південних землях України, які проіснували до загарбання їх російськими військами, а також на Поділлі. Мусульманські громади в різні часи були в Хаджибеї (Одеса), Аккермані (Білгород-Дністровський), Кара-Кермені або Ачі-Кале (Очаків), а також у Кам'янці-Подільському, де збереглися мінарет і мінбар, привезені з Османської імперії. У м. Шаргороді зберігся мінарет, прибудований до синагоги. Залишки османської мечеті знайдено в Меджибожі. У сфері мусульманського впливу опинилися й райони Південної Бессарабії, які входять нині до складу України.
Проте існування цих осередків мало скороминучий і недовгий характер. Вони перебували в самоізоляції від місцевого населення, відгороджувалися від чужого для себе етно-конфесійного середовища. Мусульмани трималися відчужено від української культури. Тому йдеться лише про проживання мусульман на півдні України, а не про мусульманську колонізацію краю.

## Іслам на території України у XIX—XX ст

### Мусульмани на території України у складі Російської імперії

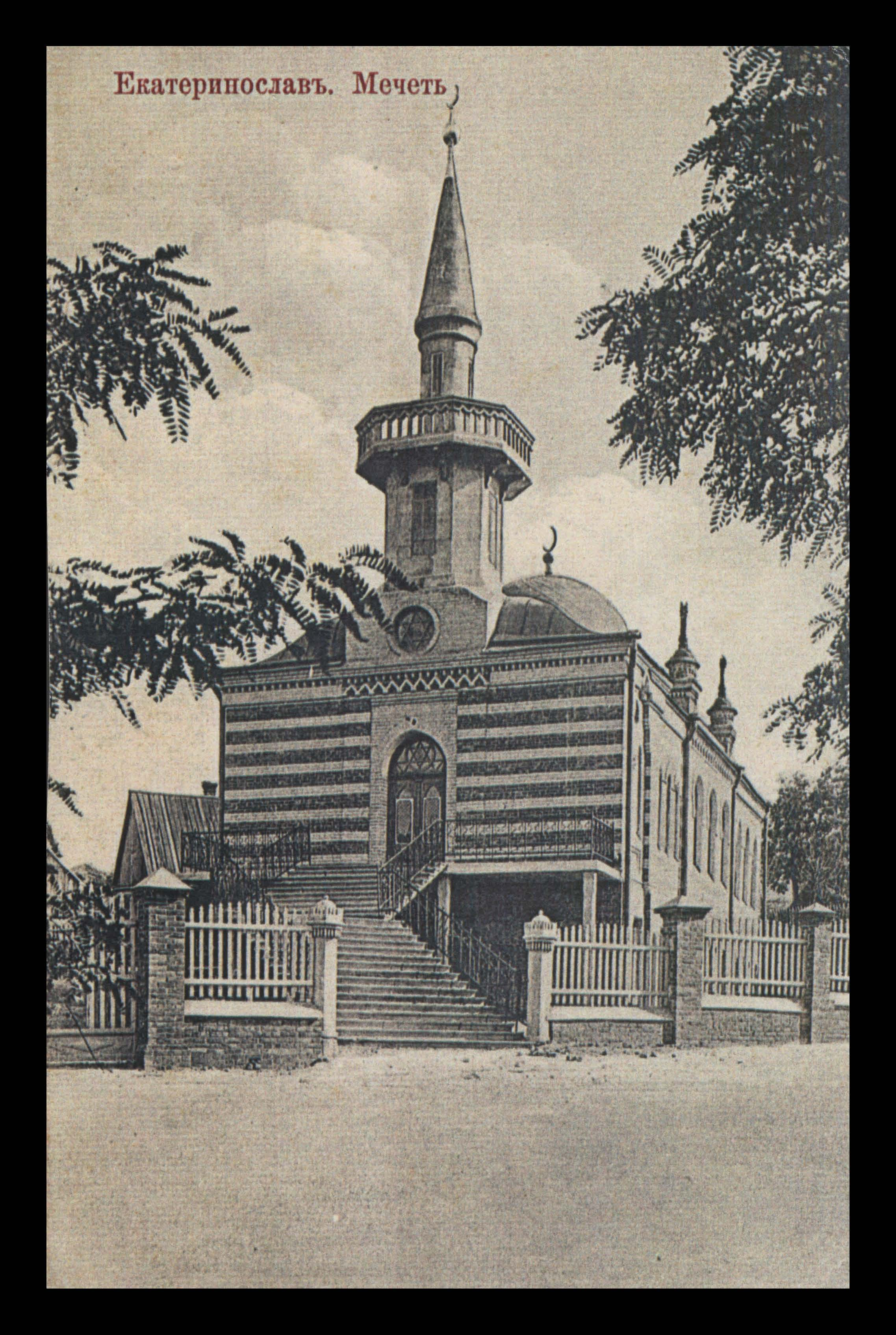
Катеринославська соборна мечеть.

Іслам є наднаціональною релігією, але на території України він виявився тісно пов'язаним з національним самозбереженням і відродженням тюркомовних народів, які мешкають на українських землях. Наприклад, в умовах Російської імперії іслам діяв як фактор етнічного, національного самовираження й самозбереження мусульманських народів, що допомагало їхнім представникам усвідомлювати свою відмінність від немусульманських етносів. Для волзьких і кримських татар, чеченців і дагестанців, представників тюркомовних народів Середньої Азії, котрі мешкали в Україні, іслам став силою, що сприяла збереженню їх як нації, охороні їхньої національної культури від асиміляції в етнічному та етноконфесійному середовищі. Така здатність ісламу спостерігається і в XX ст.
З включенням гетьманської України й ханського Криму до складу Російської імперії мусульмани Криму, а також окремі мусульмани, котрі оселялися на наших землях протягом XIX ст., були поставлені на межу етнічного виживання. Перед ними постала загроза національної асиміляції та примусової християнізації. Зазнаючи поразок у борні з Російською імперією, Османська імперія за Кючук-Канарджійським договором від 10 червня 1774 р. визнала незалежність (від себе) Кримського ханату. Російська імперія визнала ж тільки духовну владу султана над кримськими татарами (киримли) як халіфа усіх мусульман. Однак і цей релігійний зв'язок обірвано 8 квітня 1783 р., коли з фіктивною самостійністю ханства було покінчено і приєднано його до Російської імперії. Кримську державу, старішу від Московської, також ліквідували. З цього моменту почалися систематичні утиски ісламу і мусульман, що поступово послабило позиції «релігії Пророка» в Криму. З падінням ханату було знищено державну структуру з її теократичною владою. У 1833 р. сталася трагічна для культури мусульман подія — організоване з ініціативи влади масове спалення старовинних кримських книг (друге було в 1929 р.). Мусульмани Криму почали вимушено покидати свою історичну Батьківщину і їхати до Османської імперії та інших країн світу. Пік еміграції до Османської імперії припав на 1860—1862 роки. З 1783 до 1917 р. з Криму емігрувало майже 4 млн мусульманського населення.
З початку XIX ст. з Криму виселили вглиб Російської імперії багатьох мулл та імамів, яких забирали саме за те, що вони мали авторитет серед віруючих. Тим, кого було вислано, назавжди заборонялося повертатися — вздовж кордону Криму розставили спеціальні вартові пости. За всіма хаджі у Криму встановили відкритий нагляд. Паспорт на виїзд у хадж можна було отримати лише з дозволу новоросійського генерал-губернатора або губернатора таврійського.
З 1836 р. посісти духовну посаду міг лише той мулла, котрий відзначався «надійністю, вірністю та доброю поведінкою». Тим, хто бував у Османській імперії, взагалі заборонялось обіймати будь-яку духовну посаду. Татарин, який вчився за кордоном, не міг стати муллою. Та навіть навчання в прогресивних, європейськи орієнтованих медресе — Гелеєвському та Хусаїнівському так само перекривало шлях до духовної діяльності. Муфтія обирали всі татари, але лише з трьох кандидатів, затверджених губернатором. У 1876 р. міністр внутрішніх справ остаточно заборонив видавати паспорти для здійснення хаджу. У 1890 р. проведено остаточне відчуження вакуфних земель, які давали кошти на релігійні потреби мусульманських громад (вакф — майно, надане державою для матеріального забезпечення мусульманської громади).
До початку панування Російської імперії тут в кожному селі, де діяла мечеть, функціонували й приходські школи — мектебе. Практично їх налічувалося більше як півтори тисячі. В кожній школі навчалося 600—700 учнів. На 1890 р. залишилося лише 275 мектебе, при тому, що нових, світських шкіл відкрито не було, а гроші, зібрані серед віруючих на облаштування мусульманської гімназії, — вилучено. На кінець XIX ст. діючими лишилося 23 медресе — мусульманські школи середнього типу. Так втілювалася в життя лінія уряду Російської імперії на те, що іслам є терпимою, але другорядною, небажаною релігією.
За часів панування Російської імперії провадилася послідовна політика знищення основ мусульманської цивілізації Криму. Зруйновано або перетворено на казарми більше як 900 мечетей. Невдовзі після подій в м. Карасубазар примусово скликали й вирізали чимало мусульманських вчених. У 1883 р. відбулося перше велике спалення старовинних книг киримли (друге — у 1929 р.).
Незважаючи на систематичні утиски, мусульманська культура Криму жила далі й навіть оновлювалася. Зразком мусульманської культури XX ст. стала творчість Ісмаїл-бея Гаспрали (Ісмаїла Гаспринського). Його зусиллями в Криму творилася релігійно-культурна реформа, наслідком якої мала стати нова система освіти мусульман. У 1881 р. Гаспринський видає книгу «Російське мусульманство», а з 1883 р. — тижневик «Терджіман» («Перекладач»), в яких відстоює ідеї просвіти серед мусульман
Гаспринському належить утопія про створення десь в Європі високорозвиненої мусульманської країни, яка б поєднала духовні цінності ісламу з європейським гуманізмом. Його учнями та послідовниками зроблено спробу інтегрувати ідеї Ісмаїл-бея Гаспрали в цілісне культурологічне вчення — джадідизм. Послідовники його були розсіяні вимушеною еміграцією або переслідуваннями. Діяльність Ісмаїл-бея Гаспрали значною мірою сприяла збереженню національної гідності народу киримли, послабляла історично зумовлену недовіру між цим народом та українцями.
Внаслідок економічної міграції протягом XIX ст. починається розселення в Україні представників народів, котрі традиційно сповідують іслам. На українських землях оселяються вихідці з казанських татар. Чисельність переселенців вимірюється десятками тисяч. У промисловому поясі України — на сході та півдні формується своєрідна громада тюркомовних народів в Україні.
Після перемог «російського воїнства» на Кавказі з'являються на українських землях репатріанти з Кавказу. Найвідомішим серед них є, безумовно, славнозвісний імам Шаміль. Герой національного опору чеченського й дагестанського народів, він був суфійським учителем, належав до тарикату (братства) «Накшбандійя». В державі, яку він створив і яка короткий час існувала, Шаміль прагнув поєднати вимоги шаріату та місцевих традицій.
Імператорський уряд дозволяв мусульманам мати свої мечеті (але в обмеженій кількості). Тому найчастіше мусульмани, крім мечетей, мали ще й молитовні будинки. Так, наприклад, на Донеччині на початок XX ст. функціонувало дві мечеті — в м. Луганську та Макіївці, а в поселеннях — ще кілька молитовних будинків. У м. Києві татари жили на Подолі, Лук'янівці, у Святошині. На вул. Мирній стояв молитовний будинок. У 1910 р. заклали фундамент мечеті, якої так і не збудували. В Києві було дозволено мати 2 мусульманських кладовища. Мусульманські громади діяли в багатьох містах України — Катеринославі, Харкові, Запоріжжі, Миколаєві та в інших, за кордонами Російської імперії — у Львові.

### Мусульманське життя за умов тоталітаризму
Одним з найдраматичніших періодів в історії ісламу стало міжвоєнне двадцятирічча. Важливу роль в практичній реалізації релігійної політики по відношенню до мусульман зіграла Центральна Комісія у справах культів при ЦИК Кримської АССР. На засіданнях Комісії опрацьовувалися доктринальні принципи національно-релігійної політики по відношенню до мусульман, приймалися рішення про закриття мечетей, формулювалися задачі для діяльності «Союзу войовничих безбожників».
Рівень релігійності народів, які жили у Кримській АССР в міжвоєнний період був різним. Менший у росіян і українців, але більший у кримських татар. Аналітичний звіт кримського ОК РКП(б) за січень-квітень 1925 року констатував:
Религиозность среди татар очень велика, что особенно сказывалось в связи с предстоящими праздниками. Мечеть посещали все за исключением комсомольцев. Постились все, даже учительство. Предсельсовета и т.д. и если даже не постились, то это скрывали от населения, дабы не подорвать свой авторитет. Часты попытки нелегального преподавания Корана.
З однієї сторони більшовики намагалися представити себе визвольниками від національно-релігійного гноблення мусульман, але з іншої, більшовицька доктрина прагнула замінити собою релігію, мінімізувати іслам у житті киримли, виховати нове покоління молоді — свідомих комсомольців. Як компроміс Центральна Комісія у справах культів при ЦИК Кримської АССР, дозволила викладати основи віровчення, але тільки хлопчикам, які досягли 14 років і при мечетях.
В інформаційному звіті «Стан релігійного руху у Криму» характеризують події 1927 року так:
«Мусульманское духовенство внутри себя делиться на 2 ориентации: регисистов и прогрессистов. Первое является более реакционной и антисоветской… Вторая же ориентация прогрессистов является более лояльной к советской власти и разделяет учёбы молодёжи в советском духе, а также просвещение деревни».
Середина 1920 років відрізнялася певним послабленням негативної дії держави. Одна з причин була в тому, щоб в рамках політики коренізації не стимулювати невдоволення і супротив зі сторони кримських татар. У 1928 році у Криму функціонували 495 мечетей, нараховувалося 546 служителів культу, діяло 7 шкіл з вивчення Корану. Від критики релігії на початку 1920-х років пропагандисти-киримли відмовилися, продовжуючи критику окремих священнослужителів. Глибинна причина була в тому, щоб коренізація привабила симпатії селянства. Ця еволюція фігурує у звіті про антирелігійну роботу «татарської» секції з лютого 1923 року по березень 1924 року.
Отже, із встановленням комуністичної влади в Криму розпочався масований наступ на релігію, зокрема й на іслам. Антирелігійна діяльність відбувалася в різних формах. Це були лекції, в деяких випадках театральні вистави. У масовому порядку закривалося багато мечетей. Більшовицька влада намагалася показати ситуацію так, що це самі представники мусульманської спільноти відмовляються від будівлі мечеті. Але підспудно, використовуючи податкові механізми, складність процедури періодичної реєстрації, більшовицька влада створювала громаду віруючих у безвихідь. Теж саме відбувалося з мусульманськими школами — мектебе і медресе, репресувалося духовних осіб, які ще були.
Будівлі ліквідованих мечетей влада намагалася розібрати, а «будівельний матеріал» передавали у державний фонд, котра використовувала його для будівлі громадських об'єктів. В ряді випадків будівлі пристосовувалися під школи і клуби.
У 1920-роках ця антирелігійна діяльність була дуже акуратна. Після процесу по «справі Вели Ібрагімова» почнеться кампанія боротьби з «буржуазним націоналізмом» і антирелігійна робота значно активізується.
Більшовицька пропаганда прямо пов'язувала відданість ісламові з «соціалістичною несвідомістю» та «буржуазними передсудами». Віруючих примушували на відступництво від віри батьків, вони жили в очікуванні репресій. Було створено штучні умови для припинення організованої діяльності мусульманських громад. Протягом 30-х років весь мусульманський актив репресовано, розстріляно або вислано майже все мусульманське духівництво, причому під фарисейським приводом, що вони очолили націоналістичні рухи після «знешкодження» їхніх політичних керівників.
Насильницьки зачинялися мечеті, руйнувались або прилаштовувалися під склади, майстерні, гаражі тощо. На середину 80-х років не збереглося жодної. Більшість з них або зовсім зруйновано, або вони не підлягають відновленню.
У 30-ті роки безжалісно знищувалася самобутня мусульманська цивілізація Криму: ліквідовано писемність, заборонено до вжитку арабську графіку, збиралися й знищувалися книги, скасовано систему мусульманської освіти, заборонено суд за шаріатом.
Після однієї з найтрагічніших подій XX ст. — насильницької Депортації кримських татар у 1944 р. — почалася така сама насильницька асиміляція їх. Обрусіння та атеїзація провадилися паралельно. Тому іслам у середовищі спецпереселенців залишався не тільки засобом задоволення релігійних потреб, він став могутнім стимулом підтримки пам'яті народу про своє минуле, про свою Батьківщину. Радянська влада прагнула знищити навіть саму пам'ять про життя мусульман тут колись. З усіх довідників, енциклопедій, підручників вилучено матеріали про мусульманську державу в Криму, про її релігійно-культурне життя. В масовому порядку зносилися кладовища, а надгробні камені закладали в підмурки нових будинків. У материковій Україні також було закрито всі мечеті та молитовні приміщення мусульман.
За роки радянської влади релігійне життя мусульман в Україні повністю придушили. Згідно із звітами уповноважених у справах релігійних культів з кінця 40-х років і аж до кінця 80-х років в Україні не було жодної мусульманської громади або ж зареєстрованої групи мусульман. І це в той час, коли в сусідній Білорусі, де незрівнянно менше мусульман, ніж в Україні, громади мусульман діяли в трьох областях і були зареєстровані ще в 60-ті роки. Те саме було зроблено в Литві, де громаду мусульман зареєстрували за радянських часів у Каунасі. Але цього не робилося протягом більш як 40 років в Україні, де, як вважала радянська влада, начебто й не було потреби в організації віруючих мусульман.

### Іслам на початку незалежності України (90-ті роки XXст.)
Віруючі мусульмани здобули можливість вільно сповідувати свою релігію лише в Україні, що стала незалежною. Перші громади мусульман відновили діяльність на початку 90-х років, існуючи спочатку самостійно.
Однак вже в 1991 р. утворено Кадіат з наданням йому статусу мухтасибату, тобто самостійної в канонічному плані адміністративної одиниці, очолюваної імамом-мухтасибом. Пізніше було створене Духовне управління мусульман Криму (Муфтіят Криму). Першим на посаду муфтія Криму було обрано Сеїтджеліл-ефенді Ібрагімова. Кадіат мусульман Криму об'єднує переважно віруючих з числа кримських татар. ДУМК, яке за кількістю вірних, є найбільшою мусульманською організацією України, є головним духовним центром мусульман. В Україні діють ще два центри духовного життя мусульман. Насамперед це ДУМУ — Духовне управління мусульман України (існує з 1993 р.), яке очолює вихідець з Лівану Ахмед Тамім (м. Київ). Проте є громади, які не входять до жодного із названих організаційних центрів. Загалом в Україні нині діє понад 280 мусульманських громад у різних її областях.
Усе повнішим стає нині релігійне життя мусульман України: діє Ісламський університет (Київ), виходять газети «Мінарет» та «Аль Баян», відкрито Ісламський культурний центр (Київ). Мусульмани України прагнуть до виконання гуманістичних приписів своєї релігії, до гармонійних відносин з іншими конфесіями, що діють у нашій державі.
Нині розпочався якісно новий етап історичного буття ісламу на теренах України — поступового проникнення ісламу у середовище східнослов'янських народів — етнічних українців та росіян. Для них іслам не є фактором, що підтримує їхню національну самосвідомість. Для українців і росіян, котрі звернулися до ісламу, він є підсумком їхніх світоглядних пошуків. Тому нині іслам в Україні стає для окремих людей фактором світоглядного самовизначення особи. Звернення українців до ісламу бачимо переважно у великих містах України. Важливою частиною цього процесу є те, що українці, які проживають у Туреччині та арабських державах, також приймають іслам. Перебування в переважно мусульманському середовищі, безперечно, впливає на їхні релігійні погляди та може сприяти наверненню.
З 90-х років XX століття до України почали потрапляти фундаменталістські течії ісламу. Серед цих течії — це салафізм, Хізб ут-Тахрір та Джамаат Табліг. Шиїтські громади в Україні не є настільки численними та централізованими, як сунітські. Вони часто функціонують як невеликі незалежні громади, що об'єднують вихідців з певної країни або регіону (Азербайджан, Іран, Ірак). Можуть бути шиїтські культурні центри або невеликі мечеті/молитовні будинки у великих містах.

## Іслам в сучасній Україні (XXIст.)

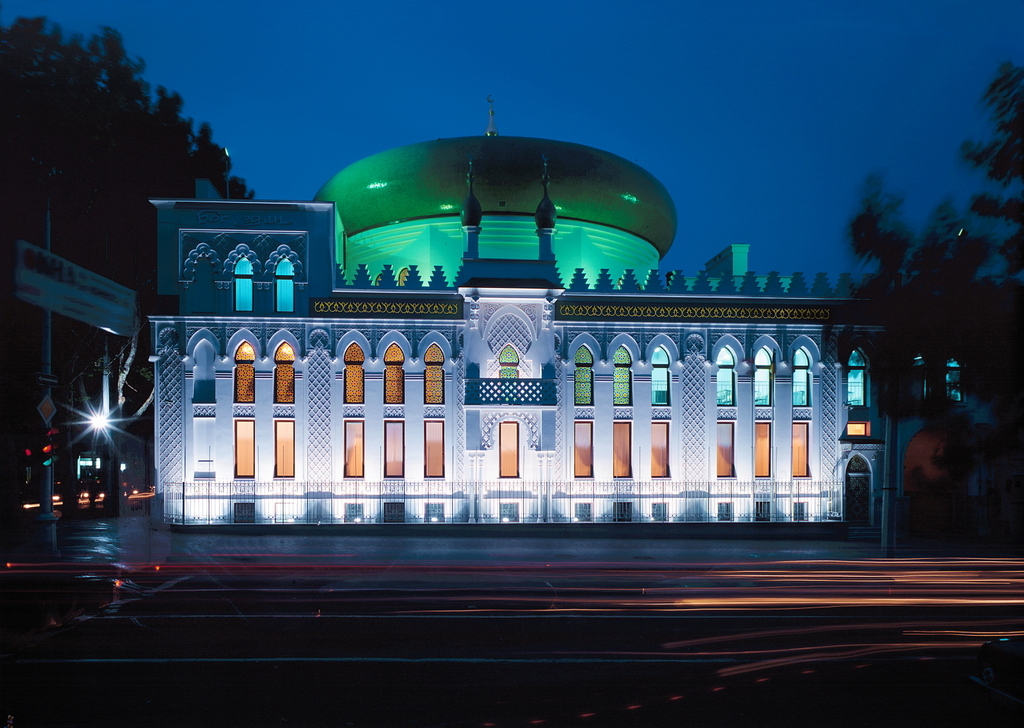
Мечеть Аль-Салам у місті Одеса.

Урядові установи та незалежні аналітичні центри оцінюють населення мусульман в 500 000 тисяч, тоді як Духовне управління мусульман України оцінює приблизно в 2 мільйони. Близько 300 000 тисяч мусульман корінного походження — кримські татари.
Ісламські організації мають у країні 3 духовно-адміністративні центри:
- Духовне управління мусульман України (ДУМУ);
- Духовне управління мусульман Криму (ДУМАРК)
- Духовне управління мусульман України «Умма»

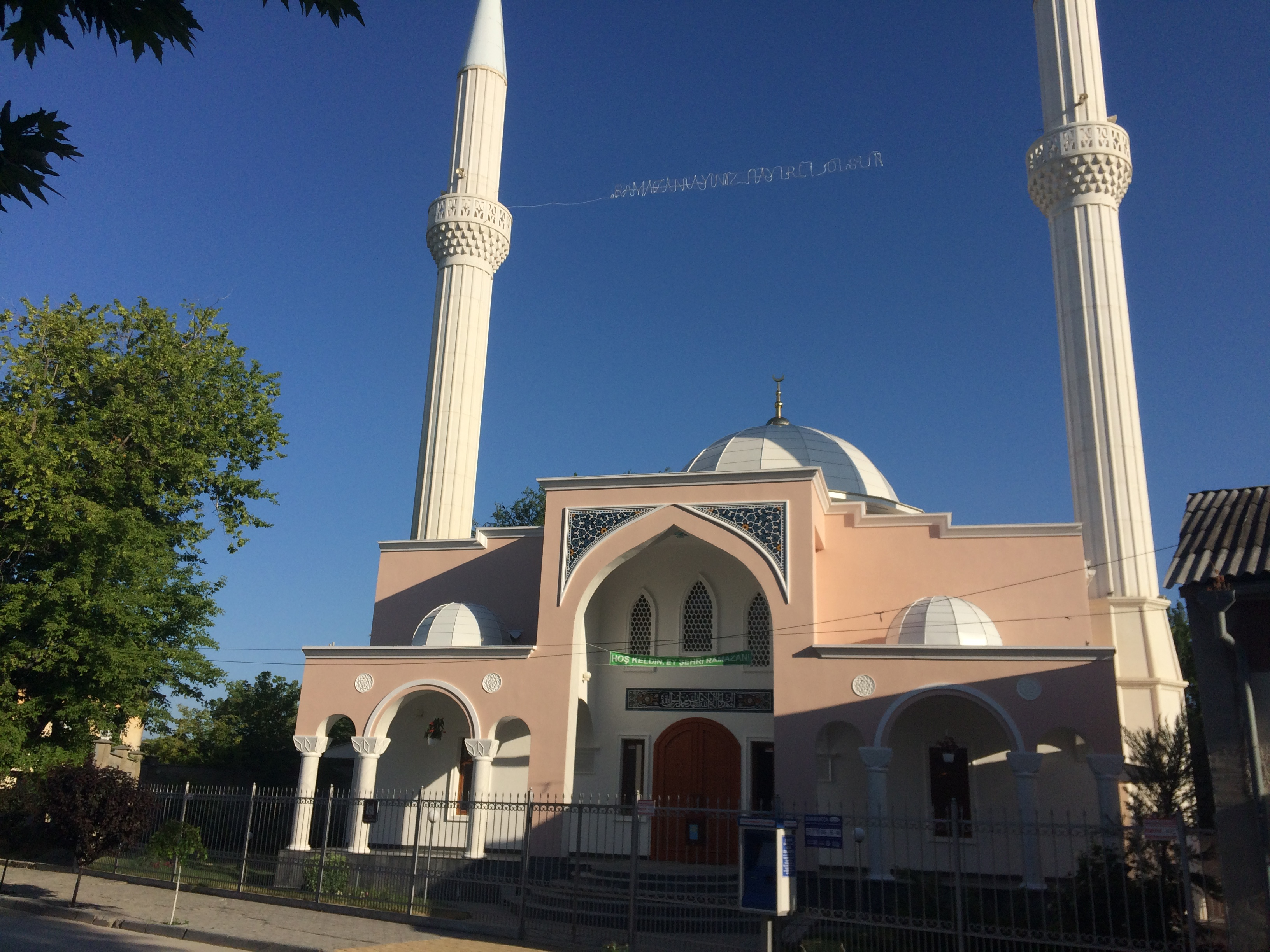
Соборна мечеть у місті Білогірськ.

Також в Україні діє Управління у справах релігій (Туреччина). Діянет співпрацює з Духовним управлінням мусульман Криму.

## Статистика
Чисельність релігійних структур прихильники ісламу (на 2012 рік) налічує 1233 релігійні організації, що складає 31,7 % мережі релігійних організацій національних меншин або 3,3 % загальної релігійної мережі держави. На початок 2009 року кількість мусульманських релігійних організацій становила 1135 одиниць, що складало 3,3 % релігійної мережі країни. Відтак, простежується тенденція до збереження впродовж останні 4 років питомої ваги мусульманських релігійних організацій в загальнодержавній складовій, тоді як приріст кількості їх релігійних громад за 4 роки становив 96 одиниць, а у 2012 році — 26 одиниць або 2,1 %, що є вищим від загальнодержавного (1,4 %) показника приросту за 2012 рік. Переважна більшість мусульманських релігійних організацій діють в Південно-Східному регіоні, зокрема, в Автономній Республіці Крим (1007 організацій або 81,6 відсот. мусульман), Херсонській (60) та Донецькій (37) областях, а також в м. Києві (25). Єдиної структури управління в масштабах України мусульмани не мають. На початок 2013 року 3 духовних мусульманських центрів, які зареєстрували свої статути. Духовне управління мусульман Криму має 935 релігійних організації (з них 576 діють без реєстрації), з них 929 громад (361 священнослужитель, в тому числі 25 іноземців), 5 духовних навчальних закладів (237 слухачів), 74 недільні школи, 2 періодичних видання. Духовне управління мусульман України має 154 релігійні організації (з них 30 діють поза реєстрацією), 151 громаду (79 священнослужителів, в тому числі 8 іноземців), 1 духовний навчальний заклад (82 слухачі), 39 недільних шкіл, 4 періодичні видання. Незалежний духовний центр мусульман України нараховує 24 релігійні організації, 21 громаду (24 священнослужителі, в т. ч 6 іноземців), 1 духовний навчальний заклад, 13 недільних шкіл. Незалежні релігійні організації мусульман, в тому числі ті, що входять до Духовного управління мусульман України «Умма», а також інші незалежні мусульманські релігійні організації, які не мають духовних центрів, нараховують разом 120 релігійних організацій, 116 громад (95 священнослужителів, в тому числі 8 іноземців), 1 духовний навчальний заклад (27 слухачів), 9 недільних шкіл, 2 періодичних релігійних видання.

## Ісламські діячі України
- Ахмед Тамім
- Айдер Рустемов
- Мурат Сулейманов
- Сейран Аріфов